# روبرت بيك
روبرت بيك (بالإنجليزية: Robert Beck) هو مبارز بالسيف أمريكي، ولد في 30 ديسمبر 1936 في سان دييغو في الولايات المتحدة.

## وصلات خارجية
- روبرت بيك على موقع اللجنة الأولمبية الدولية (الإنجليزية)
- روبرت بيك على موقع أوليمبيديا (الإنجليزية)